# Elina Bardach-Yalov

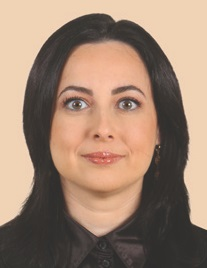
Elina Bardach-Yalov

Elina Bardach-Yalov é uma política israelita. Ela é actualmente membro do Knesset pelo partido Yisrael Beiteinu.

## Biografia
Ela foi colocada em décimo lugar na lista do Yisrael Beiteinu para as eleições de 2021. Embora o partido tenha conquistado apenas oito cadeiras, ela ingressou no Knesset a 15 de junho de 2021 como substituta de Avigdor Lieberman, depois de este ter sido nomeado para o governo e ter renunciado ao Knesset pela lei norueguesa.